# رنه الکساندر
رنه الکساندر (فرانسوی: René Alexandre‎; ۲۲ دسامبر ۱۸۸۵ – ۱۹ اوت ۱۹۴۶) هنرپیشه، و بازیگر سینما اهل فرانسه بود.
از فیلم‌ها یا برنامه‌های تلویزیونی که وی در آن نقش داشته‌است می‌توان به گوژپشت نتردام اشاره کرد.
وی همچنین برندهٔ جوایزی همچون لژیون دونور (فرمانده) شده‌است.